# A kertész (Seurat-kép)
A kertész Georges Seurat festménye, amely a New York-i Metropolitan Művészeti Múzeum gyűjteményének része.
Georges Seurat elsősorban a városi életet bemutató, a munkásokat, polgárokat ábrázoló képeivel lett híres, de 1881–1884-ben sok festményt készített, amelyeken vidéki tájakat és mezőgazdasági munkát végző embereket örökített meg. Kezdetben vonzódott a földszínekhez, felidézve ezzel a vidék olyan festőit, mint például Jean-François Millet. A képen azonban már feltűnnek ragyogó színek, árnyalatok is, amelyek jelzik Seurat ébredő érdeklődését az impresszionista technikák iránt.